# Саннівейл (Техас)
Саннівейл (англ. Sunnyvale) — місто (англ. town) в США, в окрузі Даллас штату Техас. Населення — 7893 особи (2020).

## Географія
Саннівейл розташований за координатами 32°47′59″ пн. ш. 96°33′31″ зх. д. / 32.79972° пн. ш. 96.55861° зх. д. (32.799752, -96.558550).  За даними Бюро перепису населення США в 2010 році місто мало площу 43,57 км², з яких 42,84 км² — суходіл та 0,72 км² — водойми.

## Демографія
Згідно з переписом 2010 року, у місті мешкало 5130 осіб у 1639 домогосподарствах у складі 1474 родин. Густота населення становила 118 осіб/км².  Було 1713 помешкання (39/км²).
Расовий склад населення:
| - 68,4 % — білих - 20,4 % — азіатів - 6,2 % — чорних або афроамериканців - 0,4 % — корінних американців - 1,9 % — осіб інших рас |

До двох чи більше рас належало 2,7 %. Частка іспаномовних становила 8,7 % від усіх жителів.
За віковим діапазоном населення розподілялося таким чином: 26,5 % — особи молодші 18 років, 62,2 % — особи у віці 18—64 років, 11,3 % — особи у віці 65 років та старші. Медіана віку мешканця становила 42,6 року. На 100 осіб жіночої статі у місті припадало 98,6 чоловіків;  на 100 жінок у віці від 18 років та старших — 95,5 чоловіків також старших 18 років.
Середній дохід на одне домашнє господарство  становив 143 295 доларів США (медіана — 124 911), а середній дохід на одну сім'ю — 144 157 доларів (медіана — 125 339). За межею бідності перебувало 3,3 % осіб, у тому числі 4,6 % дітей у віці до 18 років та 5,1 % осіб у віці 65 років та старших.
Цивільне працевлаштоване населення становило 2598 осіб. Основні галузі зайнятості: освіта, охорона здоров'я та соціальна допомога — 29,6 %, науковці, спеціалісти, менеджери — 15,8 %, виробництво — 12,4 %.